# Ancien tramway du Mans
Le Mans, préfecture du département de la Sarthe, est reliée au chemin de fer depuis 1857 (ligne Paris - Rennes, et la ville servait de halte à mi chemin de la ligne.
L'ancien tramway urbain du Mans ne fut cependant créé qu'à la fin du XIXe siècle, et a fonctionné de 1897 jusqu'en 1947, soit juste après la Seconde Guerre mondiale.
Il fut d'abord mis en place sous forme de traction animale d'omnibus, avant de devenir entièrement mécanique avec l'apparition des rails et des machines à vapeur. Le tramway est d'abord apparu dans la ville même du Mans avant de s'étendre sur toute la Sarthe. On ne parle pas alors de chemin de fer, mais bien de tramways desservant les petites communes industrielles sarthoises. Toutes ces lignes furent démantelées petit à petit durant la première moitié du XXe siècle.
La ville fut également le cœur du réseau départemental de chemins de fer secondaires : les Tramways de la Sarthe.
Le nouveau réseau du tramway du Mans a été mis en service le 19 novembre 2007.

## Le réseau urbain

### Histoire

#### Les omnibus
Entre 1801 et 1896, la population de la cité mancelle est passée de 17 000 à 60 000 habitants. les quartiers ouvriers s'étendent le long de la Sarthe et de l'Huisne, il faut un moyen de locomotion rapide et efficace. Le Mans profite de la révolution industrielle pour se doter d'un nouveau réseau de transport. En 1845, les premières voitures de places sont créées sur le modèle parisien. Les courses coûtent 50 centimes pour un déplacement en ville et 75 centimes pour la périphérie. Quatre points de ralliement, exclusivement dans le centre et à la gare sont placés pour les fiacres, alors communément appelés "sapins".
En 1865, M. Noël organise un service d'omnibus à chevaux sur une ligne reliant le passage à niveau de la ligne de chemin de fer Paris - Le Mans (remplacé ultérieurement par un pont métallique surplombant l'actuelle avenue Jean-Jaurès) à la place de la Lune de Pontlieue.
Les vrais transports en commun apparaissent toutefois sous la Troisième République qui marque la naissance d'une France moderne. Le premier projet de tramway est proposé par un ingénieur du nom de Jacquelin. C'est encore assez rudimentaire puisqu'il s'agit de tramways (circulant sur des rails, contrairement aux omnibus), et tirés par des chevaux.
Le projet est prévu sur deux lignes distinctes : 
- La Mission — Les Halles — La Croix-d'Or (Route d'Alençon)
- Les Halles —  la gare.

Ce projet, à voie unique, aurait eu comme matériel roulant des voitures comparables à celles utilisées alors sur le tramway de Rouen, et aurait été mis en œuvre dans le cadre d'une concession de 30 ans.
Les distances parcourues sont alors assez minimes mais c'est une grande première pour la ville. Le modèle est déjà présent à Paris, avec la Compagnie générale des omnibus (CGO) et au Havre, et la municipalité espère ajouter un service plus rapide, à savoir un passage toutes les dix minutes. le conseil municipal se réunit le 5 avril 1875 et crée une commission chargée d'examiner le dossier. La commission ne peut cependant pas accepter le dossier car le terrain prévu sur le tracé est bien trop accidenté, et la durée de la concession parait trop longue. Un nouveau rendez-vous est fixé à l'été 1875. Le projet est tout bonnement mis au fond des tiroirs, jugé d'une construction trop complexe.

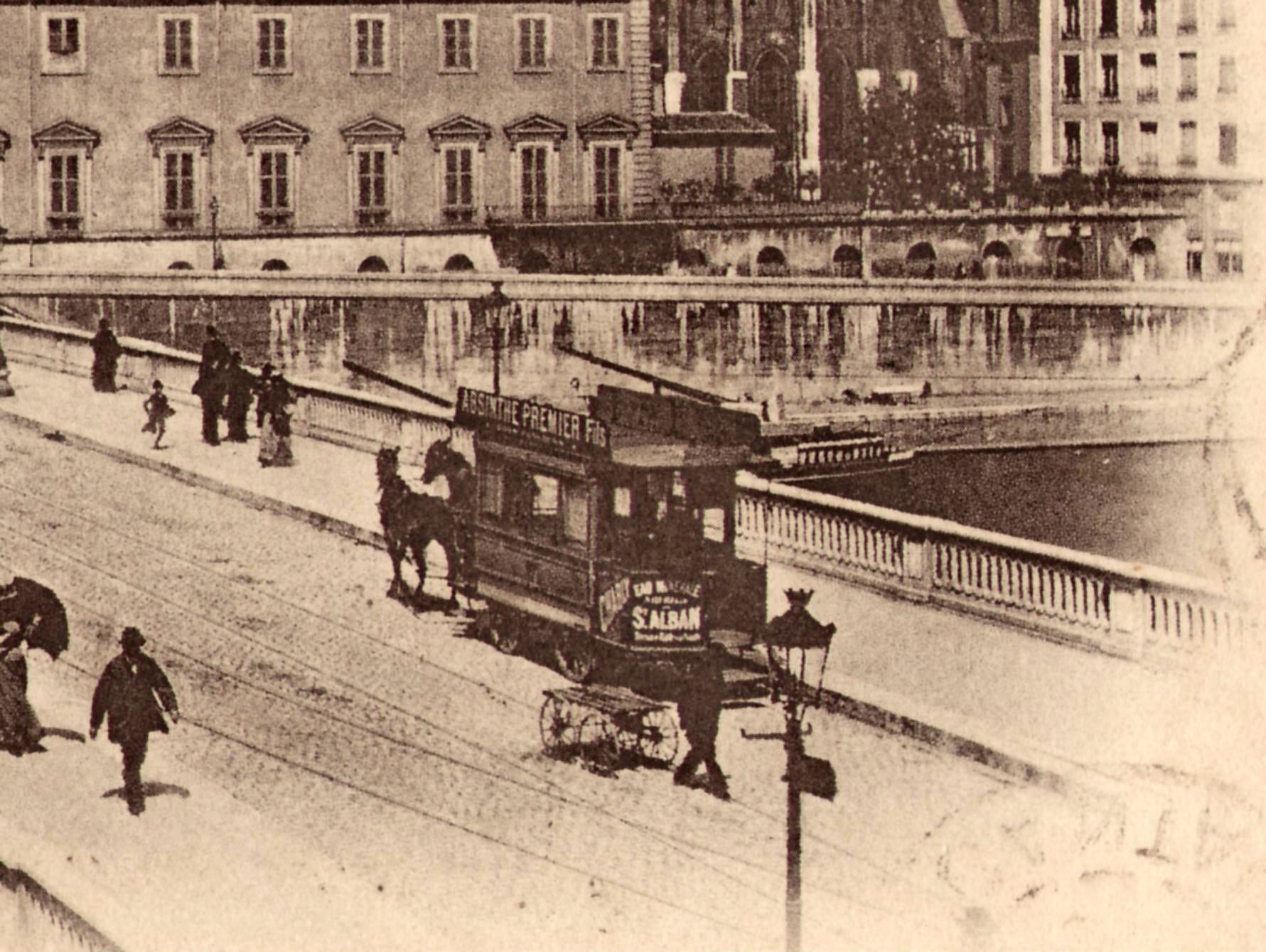
Un car Ripert à Lyon

En 1885, une nouvelle offensive est menée par les partisans des transports en commun. Cette fois, on veut quelque chose de moins ambitieux mais efficace. On s'inspire des omnibus créés par Stanislas Baudry à Nantes, ce qui permet de renoncer au coûteux  guidage par rails. On veut imiter l'Entreprise Générale des Omnibus, qui avait instauré à Paris un nouveau réseau de transports avec la première ligne Madeleine - Bastille dès le 20 janvier 1828.
Routiou, entrepreneur manceau de pompes funèbres, se propose pour réaliser deux lignes de transport en commun "très bon marché" sur le modèle parisien, comprenant deux lignes : 
- Place de la Croix-d'Or — Pontlieue ;
- Place de la Croix-d'Or — Hôpital (à l'emplacement de la future gare du Mans-les-Halles des Tramways de la Sarthe), formant une ligne semi-circulaire passant par le tunnel des Jacobins, place de l'Étoile, rue de Chanzy, la gare et les quais de Sarthe,

avec une fréquence horaire, comportant sept omnibus type « car Ripert » à banquettes longitudinales et roues ne dépassant pas le gabarit de la voiture, contrairement aux omnibus parisiens de la CGO. La durée de la concession devait être, comme pour le projet précédent, de 30 ans, et prévoyait le rachat de celle de M. Noël.

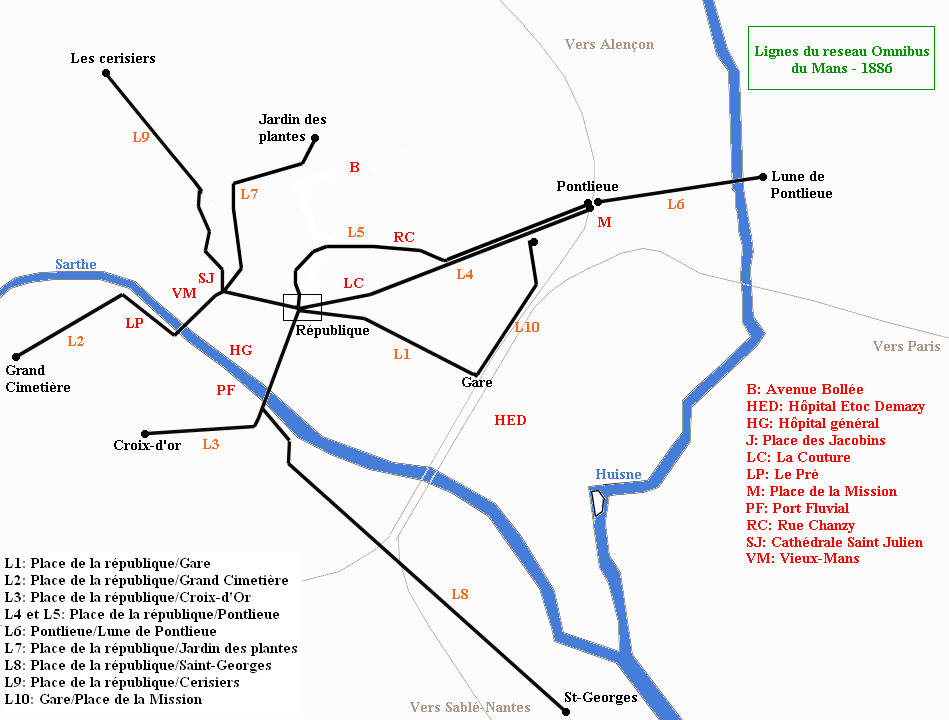
Le réseau d'omnibus du Mans

En 1886, la concurrence de Lenoir, souhaitant mettre en place un véritable système de voitures polyvalentes pour tous terrains : pavé et bitume, oblige la ville à choisir entre les deux entrepreneurs. Le second propose également deux lignes et avec un prix de voyage moins élevé que son concurrent.
Le projet Routiou se prépare alors. Routiou est un vendeur de chevaux à l'ouest du Mans et Latour maître d'hôtel. Le nouveau réseau Routiou-Lenoir produit l'euphorie générale dans la ville, à l'exception d'Ernest Bollée ; ce dernier propose de réduire la concession à dix ans, estimant que ce système n'est pas l'avenir du transport en commun manceau. Son opinion sera alors étrangement prémonitoire[réf. nécessaire].
Ernest Bollée, toujours lui, propose alors de supprimer au moins succinctement les tractions de chevaux, pour laisser arriver de plein fouet l'industrie dans les transports. Ernest sait que le tramway de Clermont-Ferrand, est en cours d'élaboration et doit circuler en traction électrique et il croit en la réalisation d'un nouveau moyen de transport mécanique, plus rapide, plus efficace et plus agréable à vivre. Mais l'amendement Bollée est refusé. Il réussit cependant à faire réduire le monopole de 30 à 12 ans, sous forme d'une période d'essai de 12 ans à l'issue de laquelle le contrat peut être interrompu[réf. nécessaire].
Le conseil municipal choisit le 3 avril 1886 un système d'omnibus Ripert à traction hippomobile. Les deux promoteurs s'associent pour construire le premier vrai transport en commun de la ville, qui est mis en service le 10 juin 1886, et comprend trois lignes supplémentaires : 
- Gare — Grand cimetière ;
- Les Halles (République) — Jardins des plantes ;
- Les Halles — Petit Saint-Georges[2].

Par ailleurs, les Tramways de la Sarthe commencent à desservir à partir de 1888 le Mans, avec leurs tramways à vapeur circulant sur rails. Les omnibus commencent à paraître obsolètes...

#### Les tramways électriques

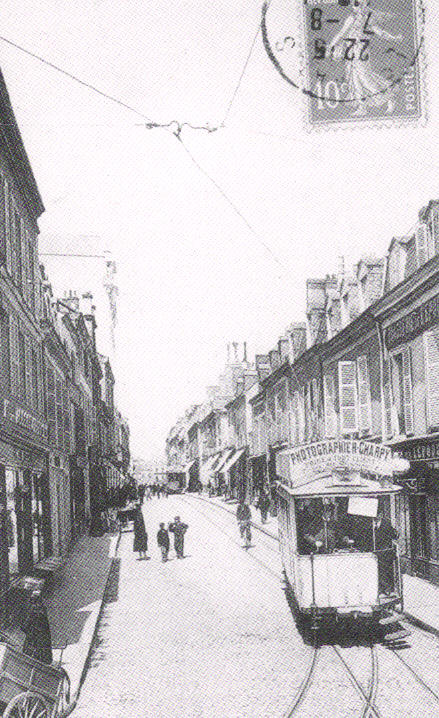
le tramway du Mans au XIX

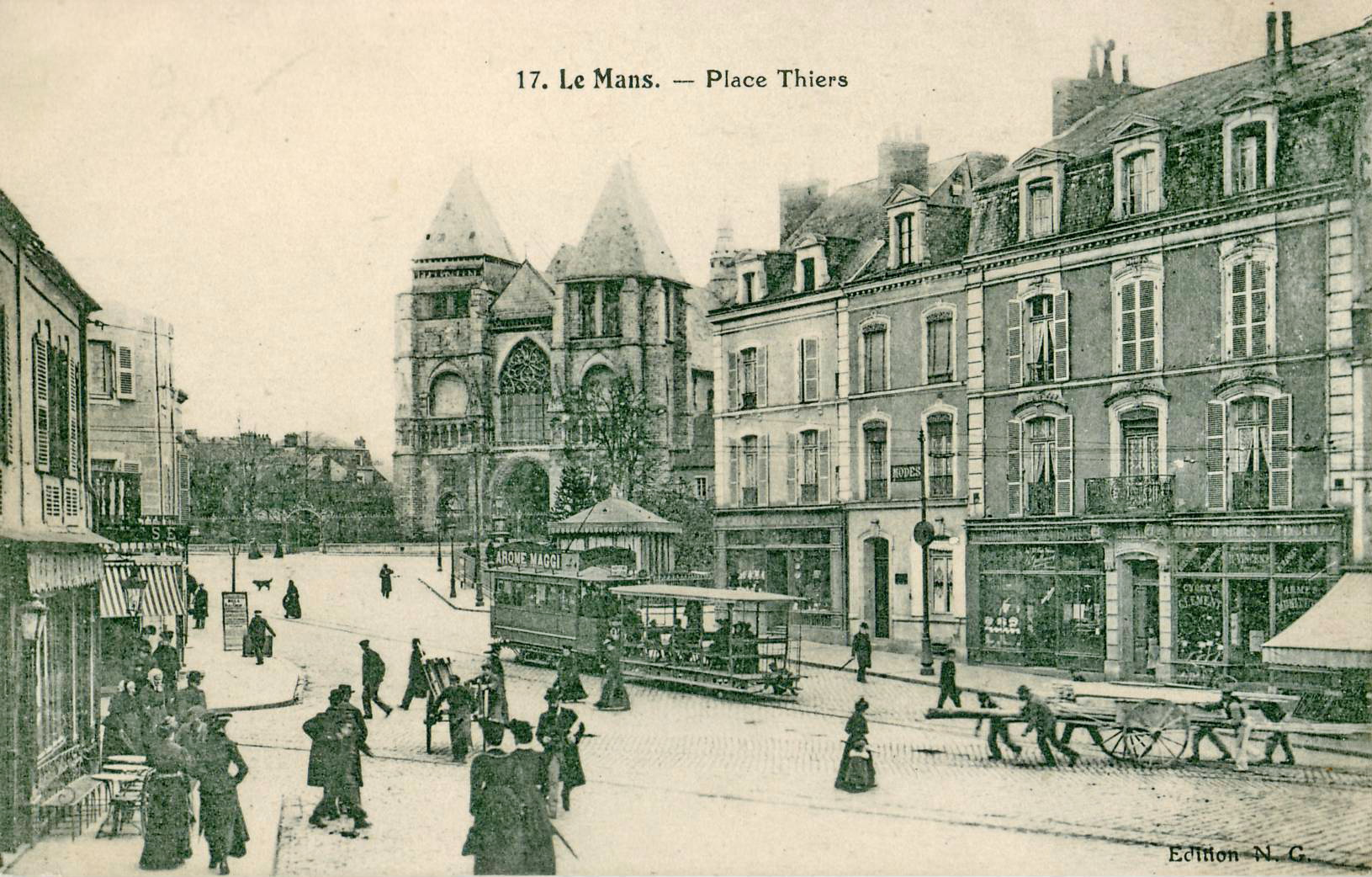
Tramway électrique avec sa remorque ouverte, avant la Première Guerre mondiale

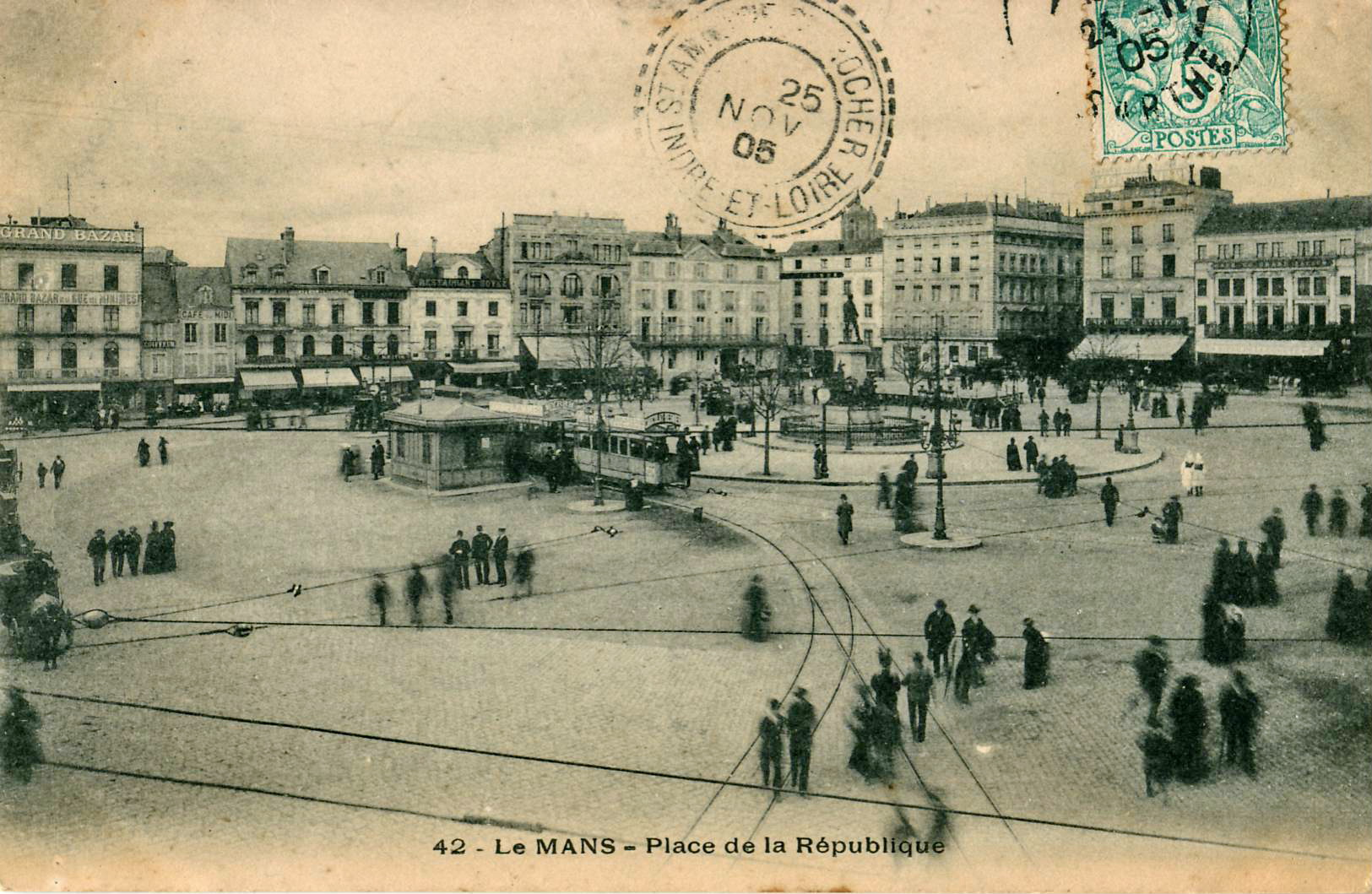
La place de la République au tout début du XX, avec le monument commémoratif et le tramway

Place ferroviaire majeure, la ville du Mans a besoin d'un moyen de transport rapide et plus efficace que le réseau d'omnibus, et on commence à s'intéresser aux tramways à traction électrique.
Le 31 octobre 1886, la ville, représentée par son député-maire, Anselme Rubillard, accorde à un banquier, Ennemond Faye, la concession « d'un réseau de tramway sur rails, marchant à l'électricité ».
Ennemond Faye était  concessionnaire de divers réseaux de tramways de province, Limoges et Besançon, en 1894, avec l'industriel Alexandre Grammont, tenta de construire un réseau à Bourges en 1896 avec l'industriel Grégorowicz sans succès, et Rennes en 1897, à nouveau avec Alexandre Grammont.
La convention du 31 octobre 1886 prévoyait que la ville s'engageait à solliciter de l'État la concession et à la rétrocéder à M. Faye, et lui accordait un droit de préférence pendant dix ans, pour l'exploitation de toute nouvelle concession de tramway. Le concessionnaire, en contrepartie de l'usage gratuit de la voirie et des emplacements nécessaires à l'exploitation, s'engageait à construire et exploiter le réseau, dans le respect des plans et règlements et au moyen de matériels français, ainsi qu'à, le cas échéant, rétablir à l'état initial les rues en cas de modifications.
Les lignes projetées sont : 
1. - De la gare à la rue des Maillets (croisement de la rue Abraham), face à l'octroi par la place Thiers, la rue des Minimes dans un sens, et le boulevard René-Levasseur dans l'autre, les places de la République, de l'Étoile et des Jacobins ;
2. - De la place de la Croix-d'Or (rue du Sergent Lebouc) à l'octroi de la route de Paris (avenue Léon-Bollée) par la rue des Noyers, le pont Yssoir, le tunnel et l'avenue de Paris ;
3. - De l'hôpital (reconstruit route de Laval, avenue Rubillard) à la place de la Lune de Pontlieue par le pont Gambetta, les places de la République et Thiers, de la Mission et l'avenue de Pontlieue[3].

##### La Compagnie de l'Ouest Électrique (COE)
La convention prévoyait que M. Faye devait se substituer une société anonyme dans les six mois afin de réaliser et exploiter le tramway.
Celui-ci sollicite donc des actionnaires apportant les moyens financiers nécessaires, un capital de 2 750 000 francs partagé en 5500 actions de 500 francs chacune.
Ainsi est créée la Compagnie des Tramways Électriques du Mans, dont la première assemblée générale a lieu le 23 juillet 1896. Son siège est basé  à Lyon, au numéro 4 de la rue Grollée. Rapidement, Ennemond Faye obtient pour la compagnie, la concession du futur réseau de Rennes. Le 28 septembre 1896, le capital s'accroît de 3 millions de francs, ce qui fait passer son total à 5 750 000 francs. 6000 nouvelles actions sont alors mises à dispositions des éventuels acheteurs.
Mais la Compagnie des Tramways Électriques du Mans s'agrandit et s'exporte hors de la ville, ce qui décide les responsables à changer le nom  de l'entreprise en Compagnie des Tramways Électriques de l'Ouest. les actionnaires se réunissent de nouveau le 21 octobre, mais à Lyon cette fois. La dénomination définitive adoptée est finalement la Compagnie de l'Ouest Électrique (ou Société anonyme de l'Ouest-Électrique), soit la COE. Cette société obtient également la concession du tramway de Rennes, par décret du 27 mars 1897.
La COE fait partie à partir de 1911 du groupe Les Exploitations Électriques, regroupement à Lyon de diverses entreprises de tramway, et notamment ceux d'Alep, d'Angers, d'Angoulème, de Besançon, de Brest, de Caen, de Châlons-en-Champagne, de Cherbourg, de Dijon, de Lorient, de Montpellier, d'Oran, Perpignan, Rennes, Tours, Tours-Vouvray, et regroupe également des réseaux de distribution d'électricité (Alep, Briançonnais, Rouergue, Tarn, Syrie...). Cet ensemble est l'un des ancêtres de l'actuel transporteur Keolis.

##### Les débuts de l'exploitation

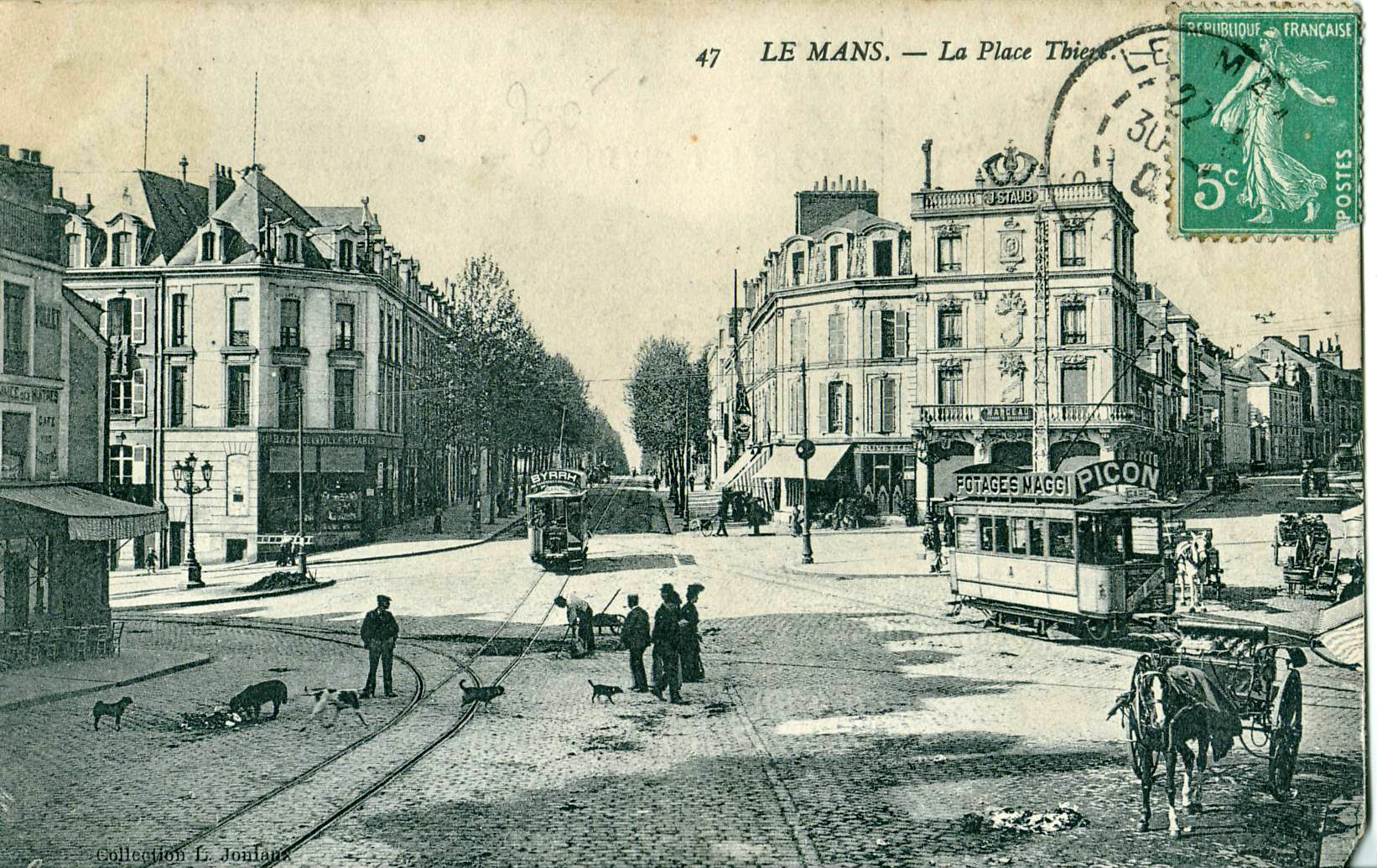
Deux tramways sur la ligne 1, place Thiers, dont on distingue clairement le croisement des voies du tram

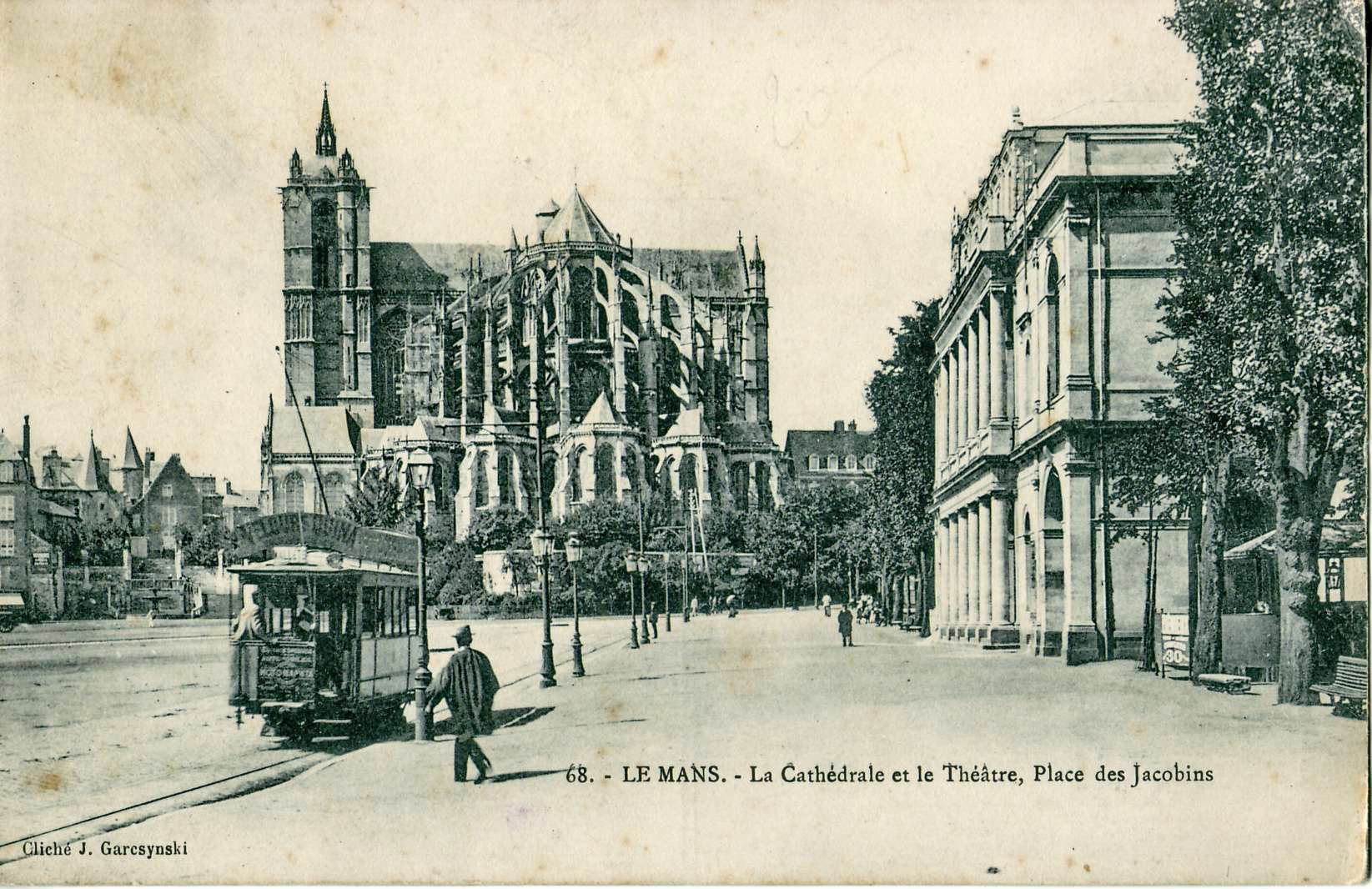
Tramway de la ligne 1 devant le théâtre, place Thiers

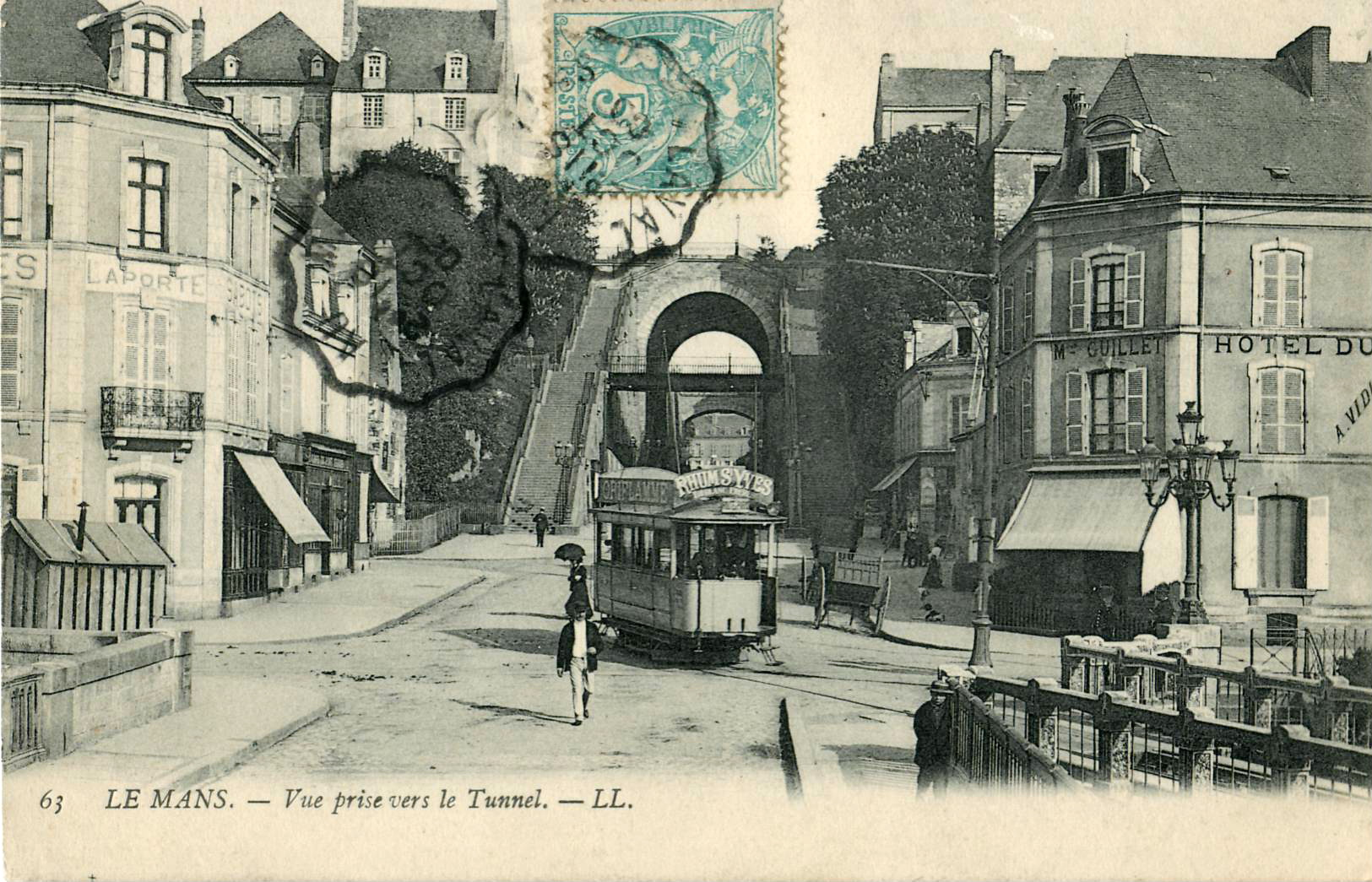
Motrice du tramway sortant du tunnel et s'engageant sur le pont en X, vers 1906

Trois lignes sont dès lors constituées: 
- la première: de la gare centrale à la rue des Maillets,
- la seconde: de la rue du Sergent Lebouc à l'avenue de Paris
- la troisième est la classique et toujours existante ligne "Hôpital — Pontlieue", desservant le quartier d'affaires du centre-vile avec la place de la République et la rue des Minimes.

Le service prévoit une moyenne de 4 trains par heure sur chaque ligne avec un coût de 10 centimes le billet et de 15 pour une correspondance.
La réaction des Manceaux est très partagée face au tramway. Les commerçants de la rue du port sont les premiers concernés. Vingt-sept négociants en gros déposent une pétition en faveur d'un changement de tracé. Ils ne souhaitent le passage d'une voie de service dans leur rue, pensant que cela encombrera l'approvisionnement et la venue des clients. L'événement sera sans suite de la part de Rubillard.
L'inauguration du réseau de tramways électriques se déroule le 21 juin 1897. Le succès est confirmé par la curiosité de tous. La ligne 1, d'environ 3 kilomètres est mise en service le soir même de l'inauguration. La ligne 2, également longue d'environ 3 kilomètres, voit le jour le 27 juin 1897.  Le même jour, le journal "La Sarthe" s'enthousiasme de l'élan populaire qui nait autour du tramway. Parallèlement est ouverte la moitié du tronçon de la troisième ligne, soit entre Croix-d'or et La Mission.
Le tramway est cependant bloqué sur la troisième ligne car aucun aménagement, ni aucun accord n'est fait pour entamer les travaux au-delà de la Mission. C'est seulement le 20 juillet que le préfet accepte l'exploitation de la continuation de la ligne avec l'aménagement du pont sur l'Huisne et les quelques mètres qui suivent jusqu'au terminus. L'indifférence et l'habitude prennent ensuite le pas sur l'exaltation des premiers voyages.
Les défauts s'accumulent cependant sur le nouveau moyen de locomotion. Le premier défaut est que le tramway peut-être mortel... pour les animaux! Les principales victimes du nouveau bolide, ce sont les chiens. En 10 jours de circulation, on compte pas moins d'une trentaine d'interventions rien que pour des écrasements canins. Les Manceaux cependant s'en émeuvent et ne tardent pas à le faire savoir par de nombreuses plaintes et pétitions. Rien n'y fera. Pour preuve le 21 mai 1898, La Sarthe titre à son édition quotidienne: "La compagnie des tramways électriques continue à massacrer les chiens!". Des accidents de personnes sont également constatés, tel le 8 novembre 1897 ou un cavalier d'artillerie et sa monture sont renversés par un tramway conduit par un wattman inexpérimenté.
Autre problème : le bruit. Les Manceaux ne sont pas habitués à ce bruit qui commence dès 5 heures le matin. Le problème demeure bien sûr le bruit du moteur, mais encore plus le bruit des trompes qui retentissent à toute heure. Encore une fois, pas de suite et pas d'arrangement.
Enfin le tramway est constamment en défaillance technique. En premier lieu, les coupures de courants sont nombreuses et fréquentes. Ensuite, les câbles se rompent, après les machines déraillent et finalement, les trams ne sont jamais à l'heure. Cela provoque l'hostilité des Manceaux, d'autant que la compagnie se révèle d'assez mauvaise foi quant aux remboursements pour les gênes occasionnées. Seule solution face à la colère : la compagnie se voit (déjà) obligée d'entamer toute une série de retouches sur le réseau, pour en parfaire le fonctionnement.

Carte animée de l'évolution des infrastructures ferroviaires de l'agglomération du Mans, dont celle des anciens et actuels tramways, de 1880 à nos jours.

### Infrastructure

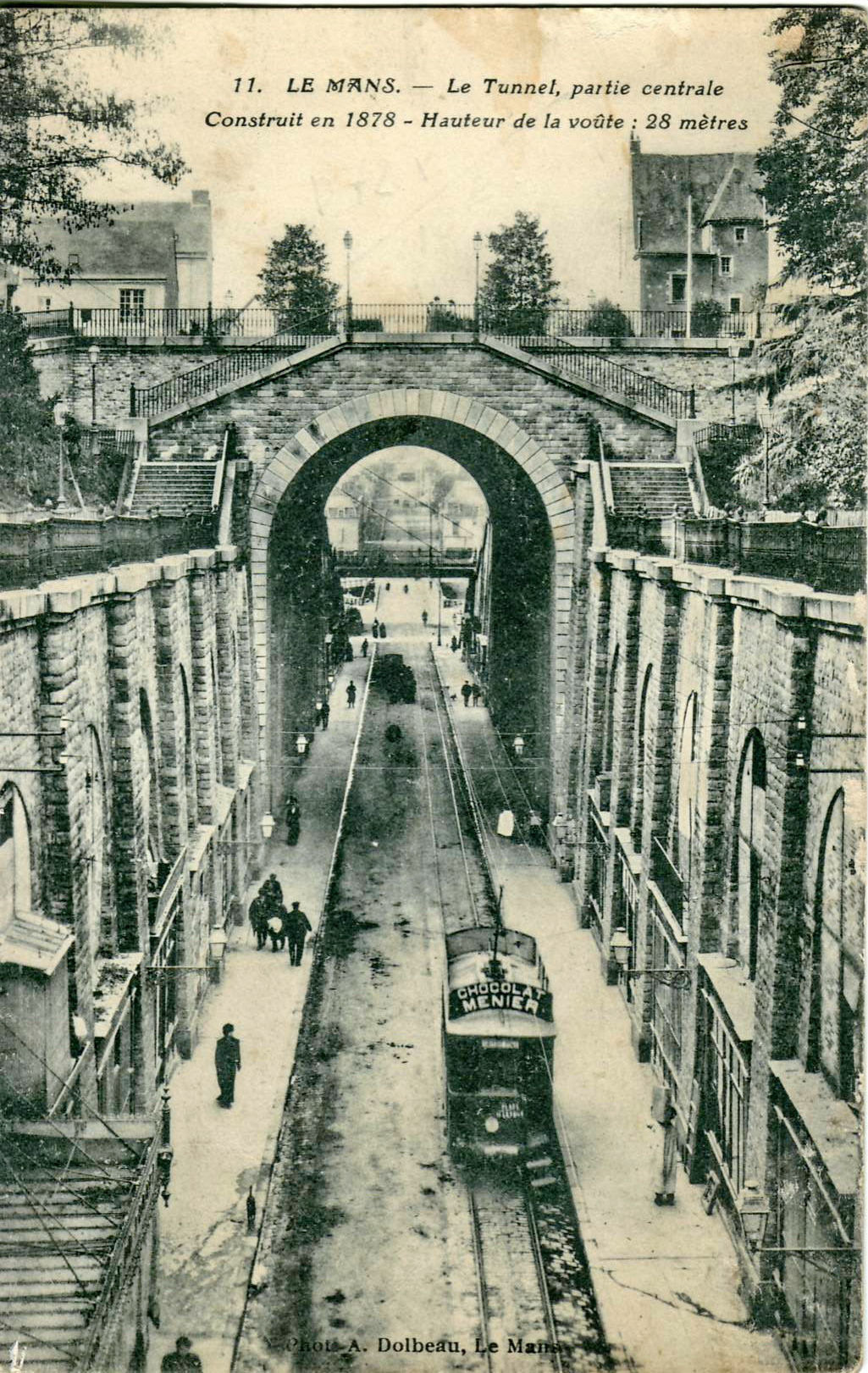
Une motrice circule dans le Tunnel

#### Les lignes
Le réseau de 1896 comprenait 3 lignes 
1. : Gare - Maillets ;
2. : Cimetière - Léon Bollée (route de Paris) ;
3. : Hôpital - Pontlieue.

Les lignes 1 et 3 se croisaient Place de la République. La ligne 2, plus excentrée, empruntait le Tunnel des Jacobins et franchissait la Sarthe par le célèbre pont en X conçu par Harel de la Noë. Au milieu duce pont, elle coupait la voie des Tramways de la Sarthe. En 1914, la ligne 2 abandonna cet itinéraire et adopta la Gare comme terminus.
Les lignes étaient à l'origine à voie unique, sauf entre la place de la République et la place Thiers, où il y avait un itinéraire dissocié par la rue des Minimes ou le boulevard René-Levasseur, et les abords de la Place de l'Étoile, lorsqu'elle était desservie à la fois par les lignes 1 et 2.
Des évitements étaient aménagés aux principales stations, pour permettre le croisement des tramways.

#### La voie

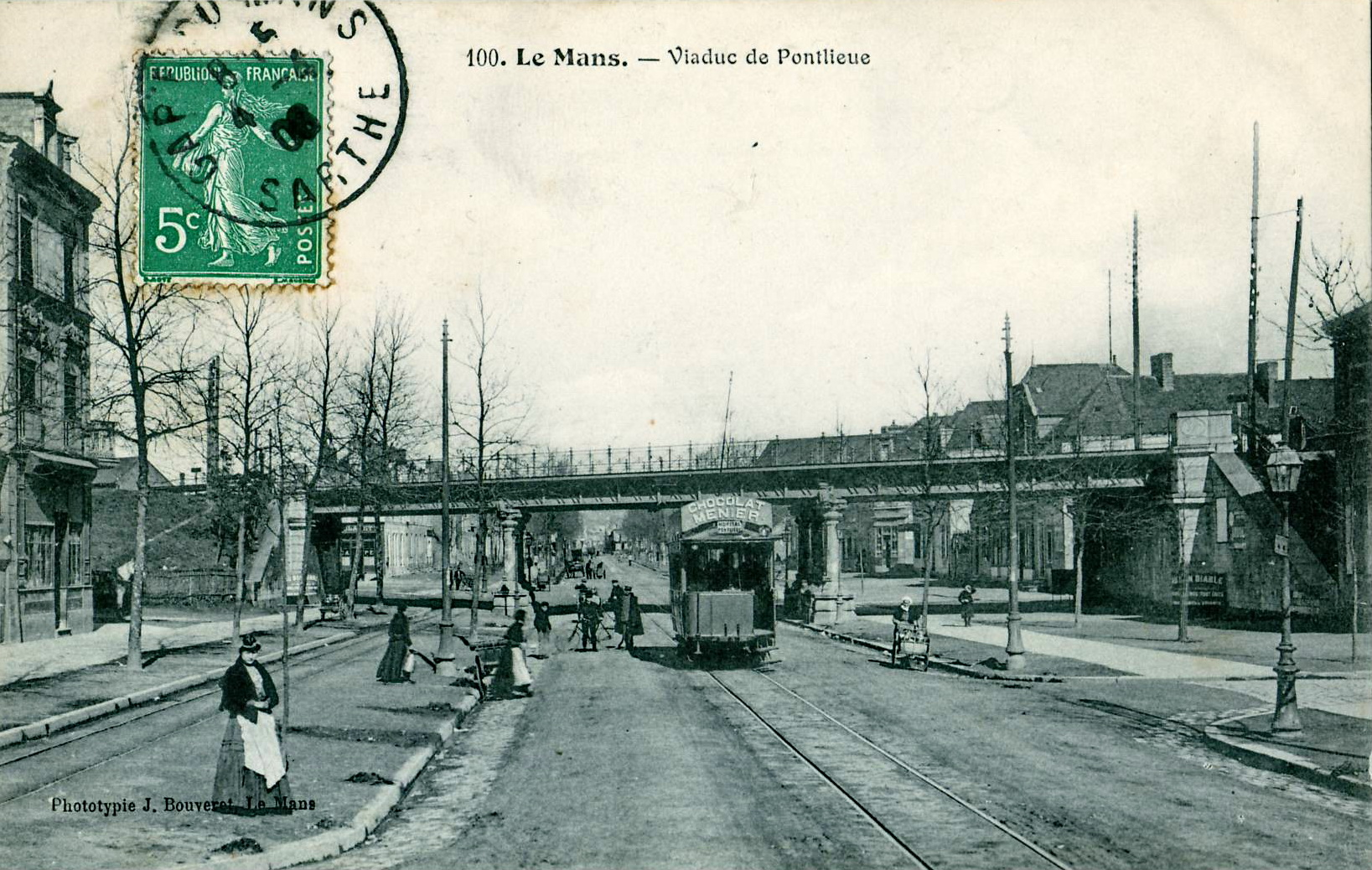
Vue du viaduc de Pontlieue au Mans, sous lequel passait l'avenue du même nom.
Afin d'éviter toute difficulté d'exploitation, les voies des TS et celles des tramways urbains ne se croisaient pas (à l'exception du Pont en X) et les voies empruntant les mêmes voies étaient établies l'une à côté de l'autre, comme c'est le cas ici, où la voie du TS passe dans la contre-allée à gauche, alors que le tramway urbain est sur sa voie, dans l'axe de l'avenue

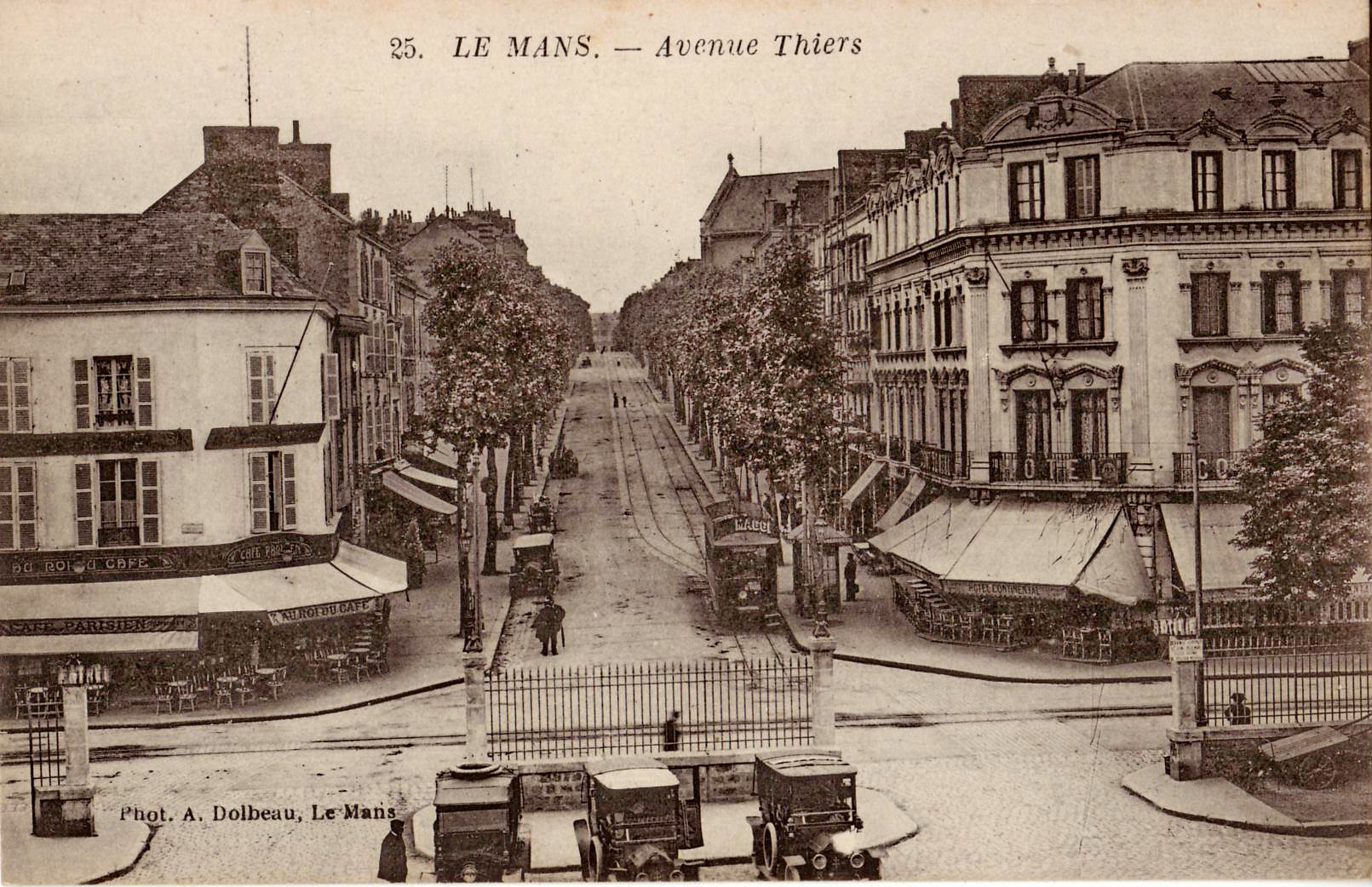
Vue du terminus de la Gare, après 1910, époque où la voie du tramway urbain vers Les Minimes fut doublée.
Au premier plan, derrière les grilles de la cour de la gare passe la voie unique des Tramways de la Sarthe

Le tramway du Mans avait une voie métrique, généralement unique sauf aux évitements implantés dans les stations.
Le cahier des charges de la concession prévoyait que la voie serait du type Marsillon, en acier, constituée d'un rail en acier de 17 kg/m au minimum et d'un contre-rail, également en acier, boulonné au rail de 12,5 kg/m, le boudin de la roue passant entre le rail et le contre-rail. Les rails étaient fixés sur des traverses placées sous le pavage de la rue et espacées d'un mètre au maximum.
Cette voie, trop légère, manifesta rapidement des désordres, et, dès 1908, des sections en furent remplacées par des rails type Broca, de 43 kg/m. De tels chantiers se renouvelèrent régulièrement, en 1911, 1912 (avec utilisation de rails Broca de 54 kg/m dans les courbes) et 1913.

#### Le dépôt des tramways électriques
Le dépôt est construit sur le bord de la Sarthe, il comprend l'usine électrique, un atelier et un hangar pour le garage et l'entretien des véhicules.

#### Les ouvrages d'art

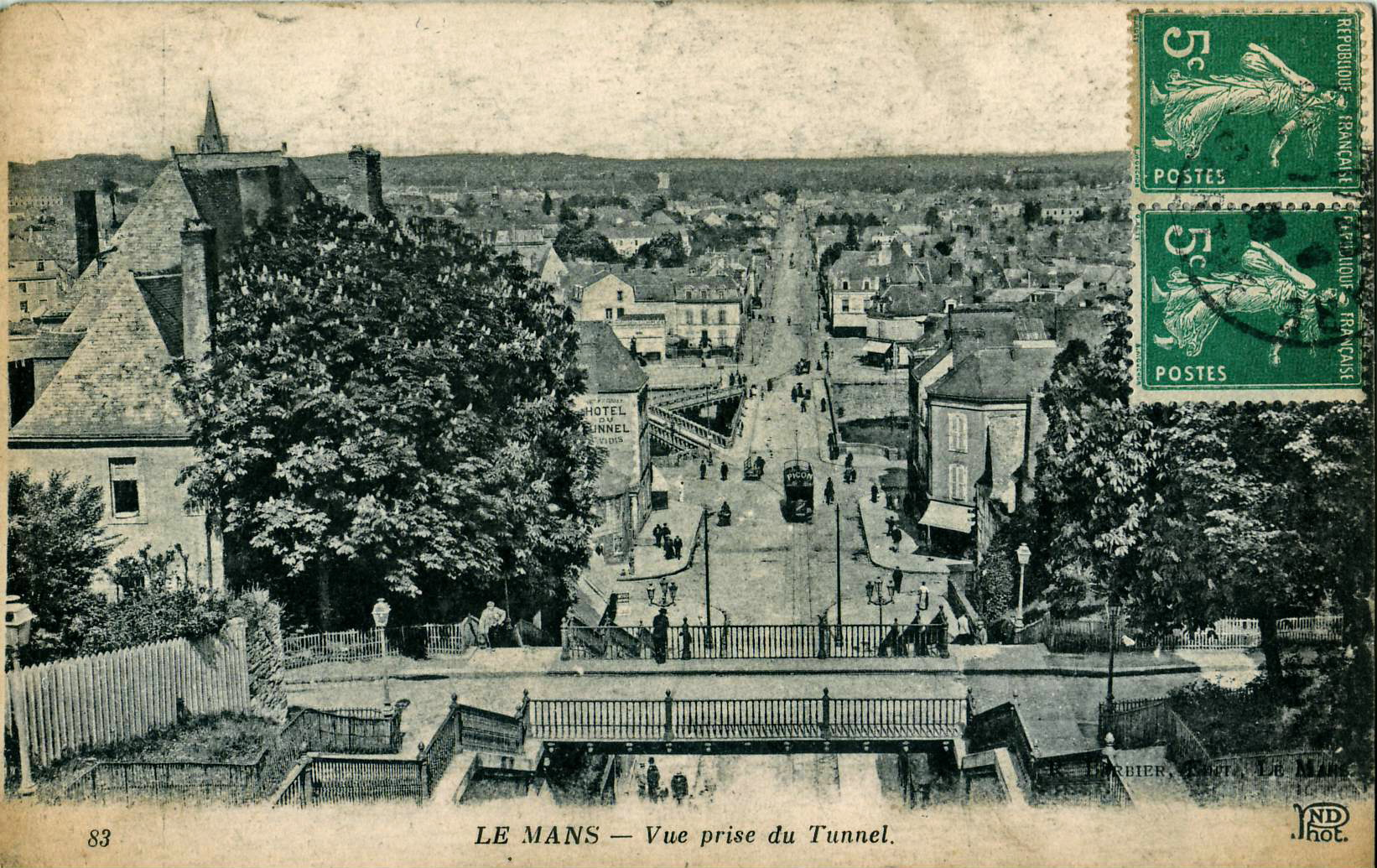
On distingue sur ce cliché la fin du Tunnel et l'amorce du Pont en X, ce qui permet de comprendre les relations entre les deux ouvrages

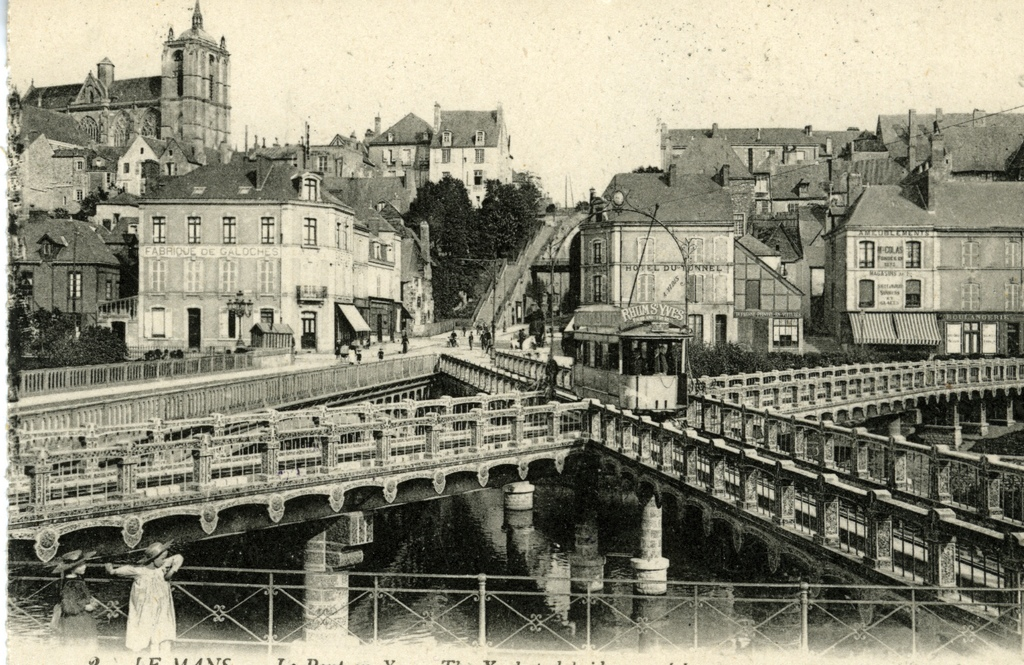
Le Pont en X

Des infrastructures spécifiques sont mises en place pour la bonne circulation des tramways. Le pont en X est conçu pour désengorger la rue Montoise. Il est constitué de deux ponts se croisant au-dessus de la Sarthe. La première branche, à l'usage des Tramways de la Sarthe relie le Quai Louis Blanc à la rue Voltaire, et la seconde permet à l'ancienne ligne 2 tramways urbains de relier, jusqu'en 1914, l’avenue Bollée au Cimetière Ouest.
La construction remonte à 1898, toujours sous la direction de Louis Harel de la Noë. Le pont sera dynamité le 8 août 1944 mais restera pendant un demi-siècle une image typique du paysage urbain manceau.
Le pont de Pontlieue comme le pont de fer est élargi. Parallèlement au pont en X, ils sont « projetés vers le bas »[Quoi ?] en 1944.

### Exploitation

#### Personnel
Le personnel était quasi exclusivement féminin en uniforme bleu à liseré d'or. L'uniforme a complètement disparu puisque Le Mans a conservé la couleur rose-orangée et non le bleu du fond du blason de la ville.
 Outre le travail de contrôleuses de tickets, ces femmes avaient comme mission de dégager la voie du tramway en cas de problème. La mémoire collective et populaire veut qu'elles aient été particulièrement efficaces et éprouvées lors de l'hiver 1928-1929 où elles ont dû déblayer nombre de kilomètres de voies totalement enneigés. Leur rôle était également celui de mécanicienne.

#### Matériel roulant

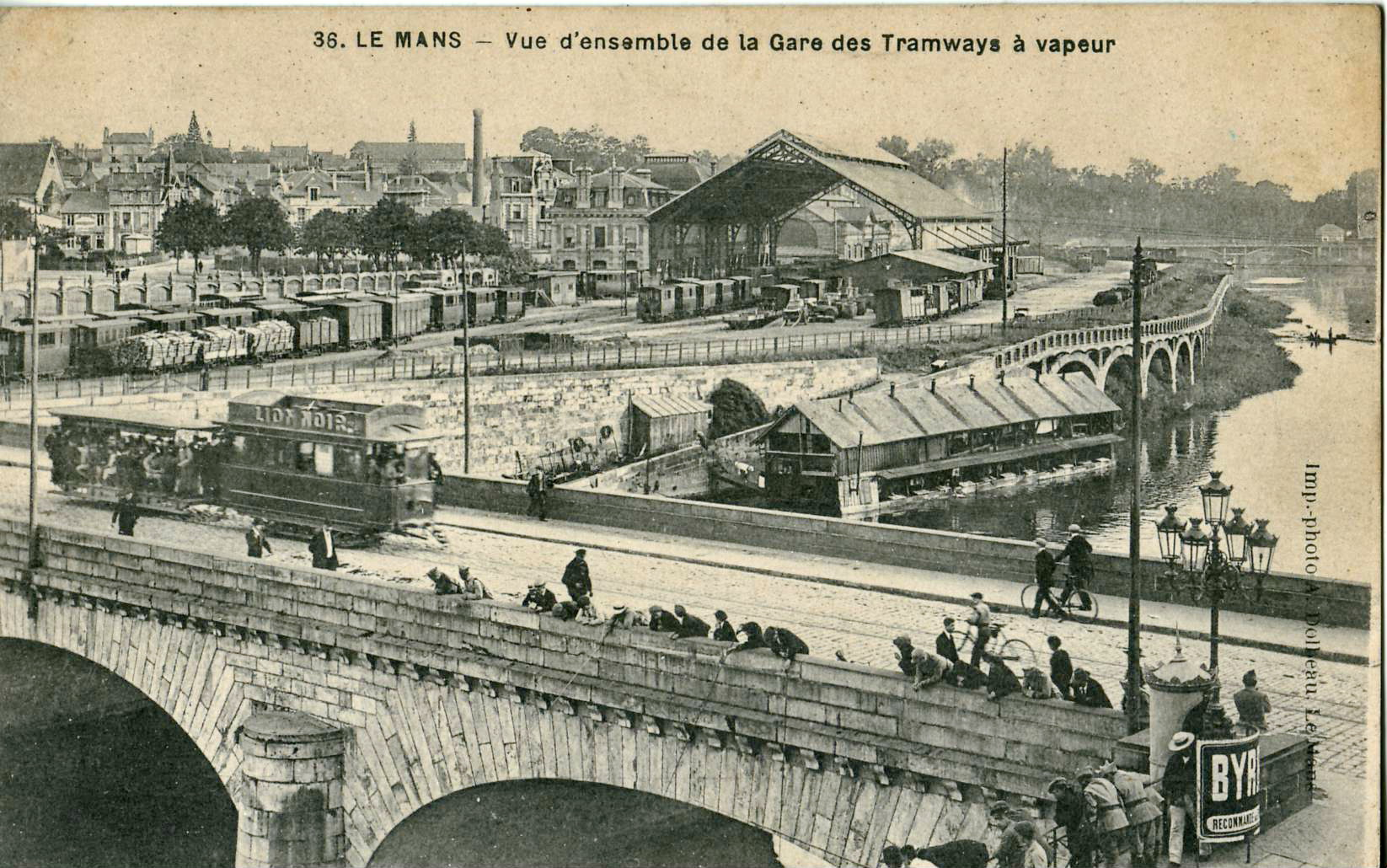
Rame constituée d'une motrice électrique et d'une remorque ouverte (dite baladeuse) franchissant la Sarthe à proximité de la gare des Halles

Le gabarit des véhicules correspond aux dimensions  de 2 mètres de largeur et de 3 mètres 20 cm, en hauteur pour les motrices et les remorques. Le choix d'alimentation est porté sur l'électricité acheminée par ligne aérienne. La vitesse moyenne est fixée à 25 km/h pour le trafic alors que les tramways « à rallonge », (avec remorque), seront limités à 15 km/h.
Les  tramways étaient modulables, en été on accrochait alors des "baladeuses", une sorte de remorques ouvertes.

### La fin des tramways urbains: bus et trolleybus
Le dernier tramway urbain circule le 12 novembre 1947, sur la ligne Pontlieue — Hôpital, conduit par Mme Suzanne Boyond. Celle-ci participera à l'inauguration du nouveau réseau de tramway du Mans, le 17 novembre 2007, matérialisant le lien entre les deux exploitations.
Dès 1933, la COE avait expérimenté un trolleybus, type Vétra CS 60, en prélude à la négociation d'une nouvelle convention, entérinée par décret du 10 juillet 1936. Dans ce nouveau cadre, le réseau existant restait exploité aux risques et périls de la COE, mais la création de nouvelles dessertes se ferait dans le cadre d'un compte de gestion. La transformation progressive du réseau vers une exploitation par trolleybus ou autobus y était prévue.
La COE créa dans ce cadre le 15 mars 1934 trois lignes de bus :
A) Place de la République — Saint-Georges-du-Plain par la rue du Port, le boulevard Anatole-France et l'avenue Olivier-Heuzé (route de La Flèche), suivant le tracé de la ligne Le Mans — La Flèche des Tramways de la Sarthe. La desserte devait comprendre 32 allers-retours quotidiens. Cette ligne pris ultérieurement l'indice G.
B) Place de la République — Carrefour des Batignolles, en suivant la ligne de tramway jusqu'à la gare, puis l'avenue de l'Abattoir (où avait été envisagé un projet de tramway en 1915) et le Chemin-neuf d'Arnage. La desserte devait également comprendre 32 allers-retours quotidiens. Cette ligne, prolongée jusqu'aux usines Renault, prit ultérieurement l'indice A.
C) Gare (État) — Gare de triage (ou du Maroc) par l'avenue Jean-Jaurès, la place Adrien-Tironneau (antérieurement dénommée place de la Lune de Pontlieue) et le boulevard Jean-Jacques-Rousseau (jusqu'à la cité Dautry), desservie par 28 allers-retours journaliers, mais fut rapidement portée à 38 voyages par jour car la ligne était la plus fréquentée des trois.
Des avenants à la convention de 1933, signés en 1936, prévirent la suppression de la ligne Pontlieue — Hôpital, la plus chargée du réseau, mais également la plus difficile à exploiter compte tenu de la circulation automobile, et qui ne dépassait pas la vitesse commerciale de 9 km/h, guère plus que celle d'un piéton...
La ligne D est donc créée le 22 juin 1938, dotée de huit autobus Renault ZP équipés de gazogène, choix qui se révélera très heureux dans les sombres années de la guerre.
Une ligne 4, puis E, est créée en 1938 pour remplacer les navettes du cimetière, sur l'itinéraire place de la République - rue Voltaire, qui reprenait celui de la ligne Le Mans — Saint-Denis-d'Orques des tramways de la Sarthe, qui n'était plus exploité.
Pendant la Seconde Guerre mondiale fut à nouveau étudiée la solution d'une exploitation par trolleybus, et la COE commanda dès septembre 1941 dix exemplaires du tyce C unifié de Vétra (ou CS60), et les lignes électriques furent montées par l'entreprise Trindel. La mise en service intervint début 1944, sur la ligne Pontlieue — Hôpital, où la vitesse commerciale atteignait désormais 14 km/h, amenant à décider le remplacement des dernières lignes de tramways urbains par des trolleybus. La circulation des tramways, qui avait été maintenue pendant le montage des lignes de trolleybus, prendra donc fin le 12 novembre 1947.
L'exploitation des trolleybus cessera en 1969, les véhicules type C de 1941 ayant parcouru environ 700 000 km et les type B (ou VBR et VBRh), acquis en 1946 et 1950, ayant, eux, parcouru environ 950 000 km, .

## Les tramways départementaux: lesTramways de la Sarthe
La compagnie des tramways de la Sarthe exploitait un réseau départemental depuis 1881. Le centre du réseau était situé sur la rive gauche de la Sarthe, à la Gare du Mans-les-Halles, non loin de ce qui est aujourd'hui la gare sud du Mans.
Les trains ont circulé jusqu'au 1er mars 1947.

### Gare du Mans-les-Halles

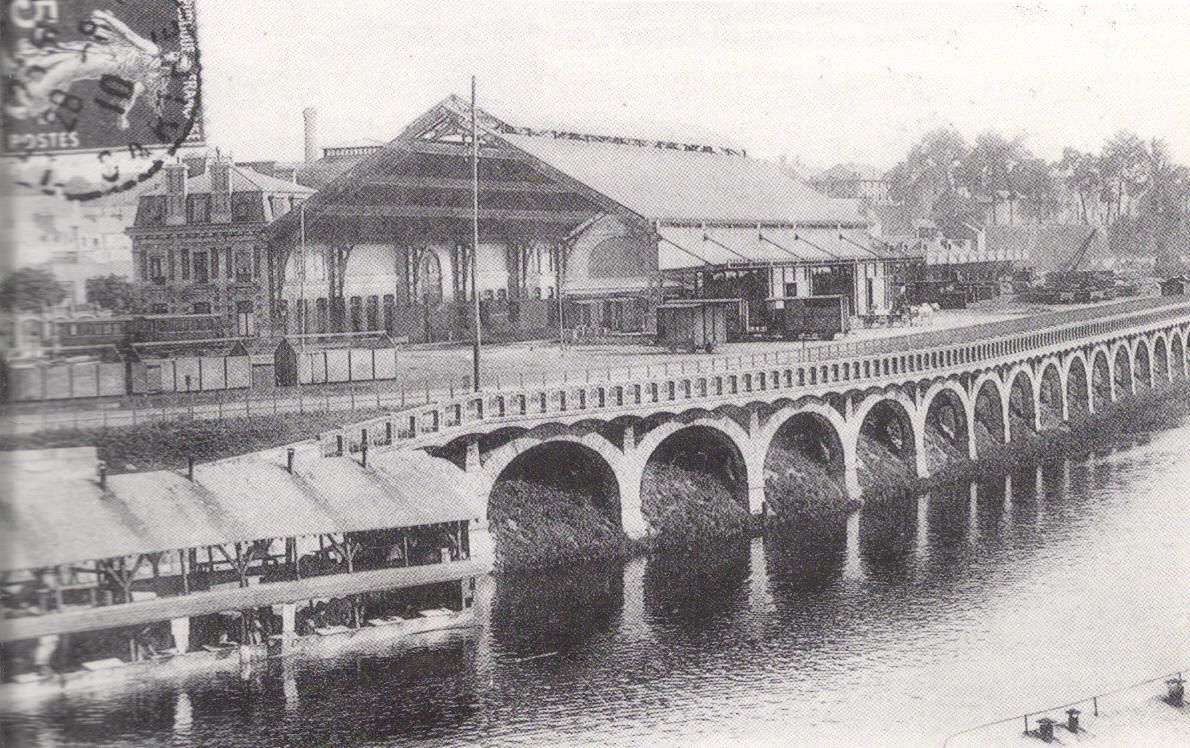
La gare des tramways de la Sarthe

L’hôpital général de la Sarthe était implanté depuis le XVIIe siècle derrière la Visitation, lorsqu’il est brusquement déplacé en 1888 vers l’avenue Rubillard. L’architecte Poivet travaille sur les nouveaux locaux sanitaires et ces derniers sont inaugurés en 1891. La place libérée par l’ancien hôpital est idéale pour installer la nouvelle gare.
La gare centrale du réseau départemental des tramways de la Sarthe, desservant tout le département, est installée en 1888. Après l’extension des lignes des tramways de la Sarthe, le conseil général souhaite créer un grand dépôt sur les bords de Sarthe. Un emplacement entre le pont Gambetta et le pont de fer est choisi.
En fait, il ne fait que remplacer la gare provisoire qui était installée depuis 1882 à l’angle de la rue Paul Ligneul et du Boulevard de la gare. Un encorbellement soutenu par des pilastres sont mis en place et on agrandit les quais. Le but est de transformer l’espace en véritable gare centrale de la ville, mais aussi du département. Cependant certains quais seront vite dévoués aux marchandises. L’auteur du bâtiment est l’ingénieur Louis Harel de la Noë, qui fut également le responsable de nombreux ouvrages d'art sur les chemins de fer des Côtes-du-Nord.
Le bâtiment est composé d’un dôme central, sorte de lieu de rassemblement de tous les voyageurs. Les bureaux sont situés en marge des voies sur le côté « terre » et non le côté Sarthe. Le hall central est grand de 2 200 m2 et juste derrière se trouvent deux grandes remises pour les voitures et les locomotives. Le bâtiment est loin de faire l’unanimité. Construit avec du cailloux mosaïqué de silex, ils font de l'architecte Harel de la Noë le « père nougat » des tramways de la Sarthe au Mans. Les bâtiments de la gare seront détruits après la fermeture du réseau en 1947. C’est alors que seront construits les bâtiments de Courboulay et de Le Couteur inspirés pas Le Corbusier.